# Bogusław Plich
Bogusław Plich (ur. 11 listopada 1959 w Łodzi) – polski piłkarz występujący na pozycji obrońcy.
Wychowanek Widzewa Łódź, w którym występował do 1982 roku. W Legii Warszawa zadebiutował 15 sierpnia 1982 w spotkaniu z Górnikiem Zabrze a ostatni mecz w jej barwach rozegrał 24 kwietnia 1983 przeciwko Widzewowi. Po roku gry na Łazienkowskiej Plich przeniósł się do innego warszawskiego zespołu, Gwardii. W 1984 grał już w Starcie Łódź, a rok później został graczem Zagłębia Sosnowiec. W 1988 podpisał kontrakt z BKS Stal Bielsko-Biała. Karierę zakończył w 1992 jako zawodnik fińskiego klubu Pallo-lirot z Rauma.